# 크루세이더 킹즈
《크루세이더 킹즈》(영어: Crusader Kings)는 서기 1066년부터 1453년까지의 중세 유럽과 중동 등을 배경으로 하는 패러독스 인터랙티브의 대전략 게임이다. 2004년에 발매된 이 게임은 이전에 패러독스에서 발매한 다른 게임들(하츠 오브 아이언, 빅토리아: 해가 지지 않는 제국, 유로파 유니버설리스) 등과는 달리, 롤플레잉 게임이나 심즈와 유사하게 나라가 아닌 개인과 가문에 초점을 맞추고 있다. 수석 게임 프로그래머는 요한 안데르손이다.

## 게임 플레이
처음 시작 시 게임은 잉글랜드의 정복자 윌리엄, 남이탈리아의 로베르토 기스카르, 비잔티움 제국의 알렉시우스 콤네누스, 카스티야의 엘 시드, 신성 로마 제국의 프리드리히 바르바로사, 잉글랜드의 에드워드 3세 등 실존인물들이 등장하는 등 실제 역사에 맞추어져 있고 이는 이 게임의 매력이기도 하지만, 그 이후로는 가상으로 진행되게 된다. 다른 패러독스 게임들과는 달리 크루세이더 킹은 게임 진행에 따라 미리 짜여진 역사적 이벤트나 역사상의 인물들이 등장하지 않으며, 시작 이후 게임은 수많은 인물들의 결혼과 출산, 양육, 상속, 계략, 부의 축적, 작위의 획득 등에 의해 진행되게 된다. 각 인물들은 태어날 때 건강, 정력, 행정능력, 군사능력, 외교능력 등과 관련한 수치들이 주어지며 이후의 삶에 따라 다양한 성격과 개성이 부여되고, 인물들의 능력과 관계는 이후 그들의 삶과 플레이어의 행동에 큰 영향을 미치게 된다. 이 모든 요소들로 인해 나라의 중요한 결정까지 사소한 개인 수준의 이벤트들의 상호연계에 의해 영향을 받아 게임의 진행이 예측 불가능하고 다이내믹해지게 된다.

## 확장팩
2007년 7월 31일 패러독스 사는 크루세이더 킹의 확장팩인 크루세이더 킹: 데우스 불트의 제작을 발표했다. 게임의 출시는 2007년 10월 4일 이루어졌으며 온라인 상에서만 판매되었다.
이 확장팩은 능력치 유전, 종교 간의 관계와 같은 게임의 가장 기본적인 요소들을 다시 설계하였으며, 친구-라이벌 관계와 새로운 인물 성격 등이 추가되었다. 최초 출시 시에는 뚜렷한 이유없이 게임이 충돌하는 등의 버그들이 존재했지만, 이후 나오는 패치를 통해 문제들은 해결하고 있는 중이다.

## 평가
| 평가 |        |
| --- | ------ |
| 통합 점수 통합사 점수 메타크리틱 73/100 [ 1 ] 평론 점수 평론사 점수 1UP.com 9/10 [ 2 ] CGW [ 3 ] 게임스팟 8.2/10 [ 4 ] 게임스파이 [ 5 ] 게임존 7.9/10 [ 6 ] IGN 7.6/10 [ 7 ] PC 게이머 (US) 69% [ 8 ] Computer Games Magazine [ 9 ] |        |
| 통합 점수 |        |
| 통합사 | 점수   |
| 메타크리틱 | 73/100 |
| 평론 점수 |        |
| 평론사 | 점수   |
| 1UP.com | 9/10   |
| CGW | [ 3 ]  |
| 게임스팟 | 8.2/10 |
| 게임스파이 | [ 5 ]  |
| 게임존 | 7.9/10 |
| IGN | 7.6/10 |
| PC 게이머 (US) | 69%    |
| Computer Games Magazine | [ 9 ]  |

## 참조링크
- (영어) 패러독스 인터랙티브 공식 포럼
- (한국어) 다음 유로파 카페-게임 관련 질문/답변 및 한글 패치 제작 배포